# Pyrestes festus
Pyrestes festus är en skalbaggsart som beskrevs av Holzschuh 1998. Pyrestes festus ingår i släktet Pyrestes och familjen långhorningar. Inga underarter finns listade i Catalogue of Life.